# Медуларі (комуна)
Медуларі (рум. Mădulari) — комуна у повіті Вилча в Румунії. До складу комуни входять такі села (дані про населення за 2002 рік):
- Белшоара (362 особи)
- Бенцешть (397 осіб)
- Дімулешть (166 осіб)
- Маму (88 осіб)
- Медуларі (425 осіб)
- Яковіле (311 осіб)

Комуна розташована на відстані 161 км на захід від Бухареста, 51 км на південний захід від Римніку-Вилчі, 45 км на північний схід від Крайови.

## Населення
За даними перепису населення 2002 року у комуні проживали 1749 осіб, усі — румуни. Усі жителі комуни рідною мовою назвали румунську.
Склад населення комуни за віросповіданням:
| Релігія     | Кількість осіб | Відсоток |
| ----------- | -------------- | -------- |
| православні | 1748           | 99,9%    |
| реформати   | 1              | 0,1%     |